# هربرت روبر باريت
هربرت روبر باريت (بالإنجليزية: Herbert Roper Barrett)‏ مواليد 24 نوفمبر 1873 في إسكس، إنجلترا - الوفاة 27 يوليو 1943 في غرب ساسكس، إنجلترا، كان لاعب كرة مضرب إنجليزي. كما أنه أحد أبطال الجراند سلام. أعلى تصنيف له في الفردي كان المركز الـ 4 في سنة 1911. سبق أن شارك في دورة الألعاب الأولمبية الصيفية.

## بطولات حققها
- بطولة ويمبلدون

## النهائيات

### الفردي (الوصافة 2s)
| الحصيلة | السنة | البطولة        | الأرضية | المنافس        | النتيجة                 |
| ------- | ----- | -------------- | ------- | -------------- | ----------------------- |
| الوصافة | 1908  | بطولة ويمبلدون | عشبية   | آرثر غور (تنس) | 3–6, 2–6, 6–4, 6–3, 4–6 |
| الوصافة | 1911  | بطولة ويمبلدون | عشبية   | أنتوني ويلدينغ | 4–6, 6–4, 6–2, 2–6 ret. |

## الميداليات
| الميدالية | المسابقة                       |
| --------- | ------------------------------ |
| ذهبية     | الألعاب الأولمبية الصيفية 1908 |
| فضية      | الألعاب الأولمبية الصيفية 1912 |

## روابط خارجية
- هربرت روبر باريت على موقع رابطة محترفي التنس (الإنجليزية)
- هربرت روبر باريت على موقع الاتحاد الدولي لكرة المضرب (الإنجليزية)
- هربرت روبر باريت على موقع كأس ديفيز (الإنجليزية)
- هربرت روبر باريت على موقع أرشيف التنس.كوم (الإنجليزية)
- هربرت روبر باريت على موقع خلاصة التنس.كوم (الإنجليزية)
- هربرت روبر باريت على موقع اللجنة الأولمبية الدولية (الإنجليزية)
- هربرت روبر باريت على موقع أوليمبيديا (الإنجليزية)